# Účelová komunikace
Účelová komunikace je v České republice podle § 7 Zákona o pozemních komunikacích (13/1997 Sb.) označení pro kategorii pozemních komunikací, které slouží ke spojení jednotlivých nemovitostí pro potřeby vlastníků těchto nemovitostí nebo ke spojení těchto nemovitostí s ostatními pozemními komunikacemi nebo k obhospodařování zemědělských a lesních pozemků. Přímé připojení sousední nemovitosti na pozemní komunikaci však není účelovou komunikací (§ 10 odst. 1 zák.). ČSN 73 6100 Názvosloví silničních komunikací definuje účelovou komunikaci podobně: „Účelová komunikace je pozemní komunikace umožňující dopravní spojení výrobního závodu, uzavřených prostorů, osamělých objektů apod. se sítí silnic a místních komunikací nebo vytvářející dopravní spojení uvnitř uzavřených prostorů a objektů; může být zcela nebo částečně nepřístupná veřejnému provozu.“
Vlastníkem může být podle zákona (§ 9 odst. 1 zák. 13/1997 Sb.) fyzická nebo právnická osoba. Účelovými komunikacemi jsou tedy především (avšak ne nutně) takové pozemní komunikace, které vlastní jiný subjekt než veřejnoprávní územní korporace (tedy než obec, kraj nebo stát), a také všechny neveřejné pozemní komunikace. Účelové komunikace v uzavřených prostorech a objektech jsou téměř plně v soukromoprávním režimu, zatímco veřejně přístupné účelové komunikace a ty, u nichž o veřejné přístupnosti může být pochybnost, podléhají značné veřejnoprávní regulaci a věcným břemenům (veřejnoprávním závazkům) plynoucím přímo ze zákona, i když jsou v soukromém vlastnictví. Účelová (nebo místní) pozemní komunikace nemusí, ale může být z právního hlediska stavbou nebo samostatnou věcí.

## Typy účelových komunikací
Typicky jsou zpravidla účelovými komunikacemi ty pozemní komunikace, které jsou součástí uzavřených objektů nebo přísluší k objektům soukromé povahy nebo k zemědělským plochám nebo lesům.
Účelovými komunikacemi mohou být například
- pozemní komunikace uvnitř areálu, který je oplocený, označený nebo jinak zřetelně uzavřený jako soukromý (průmyslový areál, školní areál, zemědělská usedlost nebo statek atd.
- pozemní komunikace uvnitř budovy (garážovací dům, podlaha ve výrobních a skladovacích provozech), ve vnitrobloku atd.
- parkoviště, pokud není místní komunikací
- autobusové nádraží
- pozemní komunikace příslušející k čerpací stanici pohonných hmot
- pozemní komunikace sloužící především jako příjezdová nebo výjezdová cesta k objektu podnikatelské nebo soukromé povahy a vlastnicky k němu příslušející, například příjezdová cesta k obytnému domu, k parkovišti, průmyslové provozovně, lomu atd., nikoliv však přímé napojení sousední nemovitosti na pozemní komunikaci
- lesní cesty, stezky a pěšiny
- polní cesty, stezky a pěšiny, pokud nejsou zařazeny do kategorie místní komunikace

Podle § 14 odst. 2 zák. 13/1997 Sb. nemohou být součástí dálnice, silnice ani místní komunikace (a tedy pokud jsou pozemní komunikací, tak jedině účelovou, nevylučuje-li se to s tím, že jsou součástí jiné stavby):
- sjezdy nebo nájezdy na sousední nemovitosti
- hráze vodních nádrží a rybníků (vozovka na nich však dálnicí, silnicí nebo místní komunikací dle § 12 být může)
- břehy vodních toků, po nichž komunikace probíhá pod úrovní břehové čáry (zřejmě míněn zejména brod).
- nábřežní zdi vybudované k regulaci vodního toku (opět s výjimkou vozovky dle § 12)
- vodohospodářské objekty pod mosty, meliorační propusti nebo podchody
- úrovňové přejezdy drah
- kolejový svršek tramvajové a železniční dopravy v úrovni vozovky do vzdálenosti 0,5 m od vnější hrany kolejnice
- samostatná tělesa drah
- čerpací stanice pohonných hmot
- celniště na hraničních přechodech

## Evidence
Účelové komunikace, stejně jako místní komunikace IV. třídy, nepodléhají speciální evidenci podle § 5 vyhlášky č. 104/1997 Sb., tedy prováděcí vyhlášky k zákonu o pozemních komunikacích.
Obce však jsou povinny vést přehled o veřejně přístupných účelových komunikacích, stezkách a pěšinách podle § 63 odst. 1 zákona o ochraně přírody a krajiny (114/1992 Sb.).

## Rozlišení od jiných typů komunikací
O zařazení pozemní komunikace do kategorie účelové komunikace nelze podle § 3 zákona č. 13/1997 Sb. rozhodnout. Účelovou komunikací je tedy taková komunikace, kterou žádný silniční správní úřad nezařadil do vyšší kategorie (místní komunikace, silnice nebo dálnice).
Dopravní značky ani běžné mapy či plány pro veřejnost neoznačují ani nerozlišují, které pozemní komunikace jsou místními komunikacemi nebo silnicemi nižší třídy a které (veřejně přístupnými) účelovými komunikacemi. Účelovou komunikací je zpravidla taková komunikace, kterou nevlastní obec (ani městská část nebo městský obvod) ani nejde o silnici nebo dálnici. Účelové komunikace však, stejně jako místní komunikace IV. třídy, nepodléhají speciální evidenci podle § 5 vyhlášky č. 104/1997 Sb., a proto rozlišení mezi nimi nemusí být zřejmé ani z oficiálních mapových a evidenčních podkladů. Směrodatné by podle zákona mělo být, zda silniční správní úřad rozhodl o zařazení do kategorie místní komunikace – pokud o zařazení komunikace do kategorie nerozhodl, může být taková komunikace jen účelovou komunikací.
Zásadní praktický rozdíl mezi místní a účelovou komunikací je ten, že zatímco vyústění účelové komunikace na jinou komunikaci se nepovažuje za křižovatku, vyústění místní komunikace (třeba i pěší komunikace IV. kategorie, například pěšiny či schodiště, pokud nejde o označenou pěší nebo obytnou zónu) podle zákona č. 361/2000 Sb. křižovatkou je.

## Rozlišení od ploch, které nejsou pozemními komunikacemi
Pozemky a plochy, u nichž není jednoznačné, zda vůbec jsou nebo mohou být pozemními komunikacemi, by mnohdy spadaly do kategorie účelových komunikací. K rozlišení lze použít definici pozemní komunikace v § 2 odst. 1 zák. 13/1997 Sb.: „Pozemní komunikace je dopravní cesta určená k užití silničními a jinými vozidly a chodci, včetně pevných zařízení nutných pro zajištění tohoto užití a jeho bezpečnosti.“ Některé aspekty definice jsou pak upřesněny a doplněny v dalších ustanoveních zákona a prováděcích předpisů. Definice není úplně neproblematická (například spojka „a“ z definice při doslovném výkladu vylučuje jak komunikace sloužící výhradně chodcům, tak komunikace s vyloučeným provozem chodců). § 12 zák. 13/1997 Sb. mimochodem výslovně zmiňuje, že součástí pozemní komunikace může být i vozovka uložená na konstrukci jiné stavby (například haly či garáží), což lze brát jako doklad toho, že za pozemní komunikace jsou považovány i komunikace, které jsou součástí budov.
Často nebývá jednoduché rozhodnout, zda pozemek sloužící primárně jiným účelům, avšak umožňující též jízdu nebo chůzi, může být zároveň i účelovou komunikací. V otázce, zda je účelovou komunikací například cesta, která nebyla jako cesta postavena, ale na pozemku vznikla jen vyježděním, nebo pozemek, na kterém není zřetelná cesta, avšak který slouží k „právu cesty přes přilehlý pozemek“ ve smyslu § 151o občanského zákoníku č. 40/1964 Sb. v platném znění, případně například cesta přes zamrzlou vodní plochu atd., lze rozvíjet obšírné spory a právní diskuse. Veřejný ochránce práv zveřejnil v roce 2006 svůj názor, že pro posouzení, zda je pozemek veřejně přístupnou účelovou komunikací (pokud není místní komunikací) je rozhodující faktický stav, zda je využíván neuzavřeným okruhem osob po delší dobu, což typicky znamená dopravně méně významné komunikace v obcích, lesní a polní cesty, komunikace v chatových osadách apod., které nemusí být nijak zpevněné, ale jsou alespoň znatelné v terénu.  Nejvyšší soud v roce 2006 zamítl názor, že by lesní cesty neměly být pozemními komunikacemi proto, že je Lesní zákon jmenuje jako pozemky určené k plnění funkcí lesa. Přitom nerozhoduje, jak je takový pozemek veden v katastru nemovitostí, ale zda fakticky splňuje znaky uvedené v zákoně. V roce 2002 však Nejvyšší soud naopak na základě výčtu druhu pozemků v katastrální vyhlášce (190/1996 Sb., později 26/2007 Sb.) rozhodl,, že „místní a účelová komunikace představují určitou kvalitu pozemku, jsou názvy pro druh pozemku a představují určité ztvárnění či zpracování jeho povrchu. Nemohou tedy být současně pozemkem a současně stavbou ve smyslu občanskoprávním jako dvě rozdílné věci, které by mohly mít rozdílný právní režim či osud; nelze je od pozemku oddělovat, např. samostatně (odděleně jednu od druhé) převádět.“ V roce 2006 však již Nejvyšší soud  v případě místních komunikací tento závěr revidoval, avšak v případě účelových komunikací podržel původní názor, že účelová komunikace je vždy součástí pozemku, na kterém se nachází. Markéta Janáčková ve svém článku vyjadřuje názor, že vzhledem k možné stavební podobnosti místních a účelových komunikací se jí tento rozdíl právního výkladu nejeví šťastný. Rovněž Nejvyšší správní soud například v odůvodnění rozsudku z října 2004 zmiňuje, že účelová komunikace ne vždy musí být stavbou, která by vyžadovala stavební povolení, a že mnohé účelové komunikace nejsou stavbami ani samostatnými věcmi ve smyslu § 118 odst. 1 občanského zákoníku, ale jde o pozemky, které jsou (i bez jakéhokoliv správního rozhodnutí) pozemními komunikacemi jen proto, že jejich faktický způsob užívání splňuje zákonem stanovená kritéria.
Tradičně také nebývají za pozemní komunikace považovány ani uzavřené autodromy, tedy plochy pro závodní i zábavní jízdu, ačkoliv tato výjimka nemá přímou právní oporu a z právního hlediska může být otázka tohoto zařazení diskutabilní. (Například Polygon Most naproti tomu je zmiňován jako neveřejná účelová komunikace.)
Veřejnoprávní závazky se však vztahují i k některým pozemkům, které nejsou pozemní komunikací. Podle § 63 odst. 2 Zákona o ochraně přírody a krajiny (114/1992 Sb. v pl. znění) má každý právo na volný průchod (nikoliv však průjezd) přes pozemky ve vlastnictví či nájmu státu, obce nebo jiné právnické osoby, pokud tím nezpůsobí škodu na majetku či zdraví jiné osoby, nezasahuje-li do práv na ochranu osobnosti či sousedských práv a respektuje-li jiné oprávněné zájmy vlastníka či nájemce pozemku a obecně závazné právní předpisy. (Rozlišení práv vlastníků pozemků podle toho, zda jde o fyzickou nebo právnickou osobu, je však v rozporu s čl. 11 odst. 1 Listiny základních práv a svobod.) Některé druhy pozemků jsou z tohoto práva zčásti nebo zcela vyloučeny § 63 odst. 3 téhož zákona nebo jinými, speciálními ustanoveními zákonů. Při oplocování či ohrazování pozemků, které nejsou vyloučeny z práva volného průchodu, musí vlastník či nájemce zajistit technickými nebo jinými opatřeními možnost jejich volného průchodu na vhodném místě pozemku.

## Působnost správních úřadů, rozhodování o úpravě provozu
Působnost speciálních stavebních úřadů ve věcech veřejně přístupných účelových komunikací (stejně jako místních komunikací a silnic II. a III. třídy) vykonávají obecní úřady obcí s rozšířenou působností (§ 40 zák. 13/1997 Sb.). Na uzavřené účelové komunikace se působnost speciálního stavebního úřadu nevztahuje.
Působnost silničního správního úřadu ve věcech veřejně přístupných účelových komunikací (stejně jako místních komunikací) přísluší obci, na jejímž území se komunikace nachází (§ 40 zák. 13/1997 Sb.). Na uzavřené účelové komunikace se působnost silničního správního úřadu nevztahuje s výjimkou rozhodnutí o vyloučení nebo omezení veřejného provozu a o tom, zda se ve sporném případě jedná o veřejné přístupnou účelovou komunikaci.
Místní a přechodnou úpravu provozu na pozemních komunikacích a zařízení pro provozní informace stanoví na veřejně přístupné účelové komunikaci vlastník se souhlasem příslušného obecního úřadu obce s rozšířenou působností a po předchozím písemném stanovisku příslušného orgánu policie (§ 77 odst. 2 zák. 361/2000 Sb.). O stanovení úpravy provozu na účelových komunikacích, které nejsou veřejně přístupné rozhoduje vlastník, který má povinnost oznámit stanovení úpravy provozu na pozemních komunikacích obci s rozšířenou působností.
V Praze Statut hlavního města Prahy (vyhl. 55/2000 Sb. hl. m. Prahy v platném znění) svěřuje do působnosti vybraných 22 městských částí (Praha 1 až Praha 22)
- působnost silničního správního úřadu ve věcech veřejně přístupných účelových komunikací (s výjimkou komunikace Aviatická včetně plochy před odbavovací budovou a včetně objezdu parkoviště, kde působnost zůstává magistrátnímu úřadu)
- působnost speciálního stavebního úřadu ve věcech veřejně přístupných účelových komunikací (příloha č. 4 část A bod 191, platí i pro Aviatickou ulici)
- vydávání souhlasu k místní a přechodné úpravě provozu a užití zařízení pro provozní informace na veřejně přístupných účelových komunikacích s výjimkou komunikace Aviatická. (příloha č. 4 část A bod 401)

Ty účelové komunikace, které mají charakter veřejného prostranství, mohou být označeny úředně stanoveným názvem, který bývá vyznačen tabulí na místě a popisem v plánech obce.

## Údržba
Pro účelové komunikace, a to ani pro veřejně přístupné, nestanoví zákon č. 13/1997 Sb. jejich vlastníkům ani majitelům přilehlých nemovitostí žádné povinnosti týkající se prohlídek a údržby, a to ani povinnost zimního zajišťování schůdnosti a sjízdnosti nebo povinnost označovat úseky, kde schůdnost nebo sjízdnost není zajišťována.

## Provoz
Vyústění účelové komunikace na jinou komunikaci s z hlediska zákona č. 361/2000 Sb. nepovažuje za křižovatku. Při vjíždění z účelové komunikace na jinou pozemní komunikaci musí řidič dát přednost vozidlům jedoucím po této jiné pozemní komunikaci a některým dalším účastníkům provozu.
Na účelové komunikaci se podle zákona neosazují dopravní značky Obec a Konec obce. Vzhledem k definici v zákoně č. 361/2000 Sb. tak na účelových komunikacích podle doslovných výkladů neplatí omezení rychlosti jízdy v zastavěném území obce, pokud není formulace vykládána tak, že omezení na nich platí i bez označení.
Na účelové komunikaci, která není veřejně přístupná, neplatí věkové omezení 10 let pro samostatnou jízdu dětí na jízdním kole. Stejná výjimka platí i pro chodníky, cyklistické stezky a obytné a pěší zóny (je-li na nich jízda jízdních kol povolena). Na účelové komunikaci, která není veřejně přístupná, neplatí věkové omezení 15 let pro samostatnou jízdu na zvířeti a 12 let pro jízdu na zvířeti s doprovodem.

## Obecné užívání a zpoplatnění
Účelové komunikace obecně spadají do práva bezplatného obecného užívání obvyklým způsobem a k obvyklým účelům podle § 19 odst. 1 Zákona č. 13/1997 Sb, pokud zákon nestanoví pro speciální případ jinak. Neplatí však na nich obecné zákazy pozemní komunikaci poškozovat nebo znečišťovat podle § 19 odst. 2. Uzavírky a objížďky na veřejně přístupných účelových komunikacích se schvalují stejným postupem jako uzavírky a objížďky na místních komunikacích, přičemž vlastník účelové komunikace je povinen bezplatně strpět provoz, který je na ni převeden z uzavřené jiné pozemní komunikace; případné náklady na úhradu vzniklých škod však nese na základě rozhodnutí o uzavírce žadatel o uzavírku a objížďku.
Příslušný silniční správní úřad může na návrh vlastníka účelové komunikace a po projednání s příslušným orgánem Policie České republiky upravit nebo omezit veřejný přístup na účelovou komunikaci, pokud je to nezbytně nutné k ochraně oprávněných zájmů tohoto vlastníka. Účelovou komunikací je i pozemní komunikace v uzavřeném prostoru nebo objektu, která slouží potřebě vlastníka nebo provozovatele uzavřeného prostoru nebo objektu. Tato účelová komunikace není přístupná veřejně, ale v rozsahu a způsobem, který stanoví vlastník nebo provozovatel uzavřeného prostoru nebo objektu. V pochybnostech, zda z hlediska pozemní komunikace jde o uzavřený prostor nebo objekt, rozhoduje příslušný silniční správní úřad. (§ 7 zákona č. 13/1997 Sb.)
Zákon nepřipouští zpoplatnění průchodu, průjezdu nebo stání na účelových komunikacích jiným postupem než úpravou nebo omezením veřejného přístupu podle předchozího odstavce. Neoprávněné uzavření veřejně přístupné účelové komunikace nebo umístění překážky na ni je deliktem, za který může být udělena sankce, avšak na rozdíl od místní komunikace správní úřad nemůže přímo zajistit odstranění překážky, ale může je vlastníkovi (původci) uložit, přičemž neuposlechnutí je opět postižitelné, a to podle § 42 zákona č. 13/1997 Sb., a odstranění překážky může správní orgán zajistit až jako exekuci podle § 119 Správního řádu. S účinností od 1. ledna 2007 novelou č. 80/2006 Sb. byly sankce z § 23 odst. 1 Přestupkového zákona (200/1990 Sb.) převedeny do zákona č. 13/1997 Sb, přičemž možné pokuty na některé delikty byly zvýšeny z 10 tisíc Kč až na půl milionu Kč.
Nejvyšší správní soud ČR však v roce 2004 ve svém rozsudku k otázce, jak účelová komunikace a její veřejný charakter vzniká, vyjádřil názor, že věnováním. Veřejná přístupnost cesty podle odůvodnění rozsudku (zde je rozsudek v rozporu s terminologií zákona) nečiní sama o sobě cestou veřejnou, ale je k tomu třeba výslovného nebo konkludentního souhlasu vlastníka (takový souhlas však již vlastník nemůže vlastním rozhodnutím vzít zpět), přičemž u starých cest je průkaznost vždy problematická, a užívání slouží k trvalému uspokojení nutné komunikační potřeby. Soud však zřejmě směšoval právo cesty podle Občanského zákoníku s veřejnou přístupností účelové komunikace podle Zákona o pozemních komunikacích.
Zpoplatnění nevylučuje zákon v případě zvláštního užívání pozemní komunikace (§ 25 zák. 13/1997 Sb., nadměrný náklad nebo vozidlo, historické či pásové vozidlo, skládka materiálu nebo stavební činnost na komunikaci netýkající se její údržby, reklamní zařízení, vyhrazené parkování, stánky nebo pojízdné prodejny či provozovny, audiovizuální tvorba: filmování, umístění sítí nebo vedení, pořádání akcí nebo shromáždění narušujících provoz). Zvláštní užívání účelové komunikace však na rozdíl od zvláštního užívání komunikací vyšších kategorií nevyžaduje povolení silničního správního úřadu.
Na vlastníka nemovitosti sousedící s účelovou komunikací se (na rozdíl např. od místních komunikací) nevztahuje povinnost strpět zřízení věcného břemene spočívajícího v umístění veřejného osvětlení, dopravních značek a zařízení a tabulek s označením místních názvů. Zákon nejspíše vychází z předpokladu, že sousedící nemovitost má zpravidla stejného vlastníka jako účelová komunikace.

## Zřizování a rušení
Zamezování nebo omezování přístupu na veřejně přístupné účelové komunikace je podmíněno povolením správního orgánu podle § 7 zákona č. 13/1997 Sb.
Podle § 63 odst. 1 zákona o ochraně přírody a krajiny (114/1992 Sb.) stezky a pěšiny mimo zastavěné území není dovoleno zřizovat ani rušit bez souhlasu příslušného orgánu ochrany přírody.